# Silvano
Silvano je moško osebno ime.

## Izvor imena
Ime Silvano je različica moškega osebnega imena Silvester.

## Pogostost imena
Po podatkih Statističnega urada Republike Slovenije je bilo na dan 31. decembra 2007 v Sloveniji število moških oseb z imenom Silvano: 78.

## Osebni praznik
Osebe z imenom Silvano lahko godujejo takrat kot osebe z imenom Silvan.